# Ateralphus dejeani
Ateralphus dejeani é uma espécie de besouro da família Cerambycidae. Foi descrito por Lane em 1973.